# Catenicella ringens
Catenicella ringens är en mossdjursart som beskrevs av Busk 1852. Catenicella ringens ingår i släktet Catenicella och familjen Catenicellidae. Inga underarter finns listade i Catalogue of Life.